# Ioannis Nyfantopulos
Ioannis Nyfantopulos (1 de noviembre de 1990) es un deportista griego que compite en atletismo. Ganó una medalla de bronce en los Juegos Mediterráneos de 2022, en la prueba de 100 m.